# دولت‌های ایالتی ایالات متحده آمریکا
دولت‌های ایالتی ایالات متحده آمریکا  (انگلیسی: State governments of the United States) یکی از تقسیمات کشوری می‌باشد که به عنوان زیرمجموعه‌ای از دولت فدرال عمل میکنند. هر یک از دولت‌های ایالتی توانایی قانون‌گذاری و اجرایی و مالی بر ناحیه جغرافیایی مشخصی را دارند.